# Josef Škvorecký
Josef Škvorecký (27 de septiembre de 1924 en Náchod, Checoslovaquia - 3 de enero de 2012 en Toronto) fue un destacado escritor y editor contemporáneo, quién pasó gran parte de su vida en Canadá. Él y su esposa eran partidarios de los escritores disidentes checos antes de la caída del comunismo en ese país. La ficción de Josef lidia con varios temas: los horrores del totalitarismo y la represión, la experiencia del expatriado, el milagro del jazz.

## Biografía
Nacido en Náchod (Checoslovaquia), hijo de un empleado de banca. Enamorado del jazz desde su juventud, fue saxofonista tenor aficionado en el periodo anterior a la Segunda Guerra Mundial, experiencia que aprovechó para su novela El saxofón bajo (1967).
Tras la guerra, comenzó a estudiar en la Facultad de Medicina de la Universidad Carolina de Praga, pero tras el primer trimestre se trasladó a la Facultad de Filosofía y Letras, donde estudió filosofía y se licenció en 1949. En 1951 se doctoró en filosofía. A continuación enseñó durante dos años en la Escuela Social para Niñas de Hořice.
En la década de 1950 trabajó brevemente como profesor, editor y traductor. En este periodo completó varias novelas, entre ellas su primera novela Los cobardes (escrita en 1948-49 y publicada en 1958) y El fin de la era de nylon (1956), que fueron condenadas y prohibidas por las autoridades comunistas tras su publicación. Su estilo de prosa, abierto e improvisado, fue una innovación, pero esto y sus ideales democráticos supusieron un desafío para el régimen comunista. Como consecuencia, perdió su trabajo como editor de la revista Světová literatura («Literatura universal»). Škvorecký siguió escribiendo y ayudó a alimentar el movimiento democrático que culminó en la Primavera de Praga de 1968. Tras la invasión de Checoslovaquia por el Pacto de Varsovia, Škvorecký y su esposa, la escritora y actriz Zdena Salivarová, huyeron a Canadá.
En 1971, él y su esposa fundaron la editorial 68, que durante los 20 años siguientes publicó libros checos y eslovacos prohibidos. El sello se convirtió en un importante portavoz de escritores disidentes como Václav Havel, Milan Kundera y Ludvík Vaculík, entre muchos otros.Hasta 1993, año en el que Skvorecký decidió cerrar la editorial, ya se habían publicado 238 títulos.
Škvorecký enseñó en el Departamento de Inglés de la Universidad de Toronto, donde fue nombrado Profesor Emérito de Inglés y Cine.
A lo largo de su carrera, publicó varias novelas, así como poesía y ensayos sobre literatura, música y cine. Además, resultó ganador de premios como el Premio Internacional de Literatura Neustadt en 1980 o el Governor General, siendo propuesto al Nobel en 1982.
En Canadá, Skvorecky ganó en 1984 el principal galardón literario del país, el Premio del Gobernador General, con la obra "The Engineer of Human Souls".
En 1990, el presidente de la Checoslovaquia poscomunista, Václav Havel, les concedió la Orden del León Blanco por su contribución a la crítica literaria.
Se jubiló en 1990. En Canadá se le considera un autor canadiense a pesar de que publica sobre todo en checo. Muy apreciada fue también la colaboración cinematográfica de Škvorecký con el director checo Miloš Forman.